# Jøkelfjord
Jøkelfjord est une localité du comté de Troms, en Norvège.

## Géographie
Administrativement, Jøkelfjord fait partie de la kommune de Kvænangen.